# Lone Hertz
Lone Hertz, född 23 april 1939, är en dansk skådespelare. Hon är en av de ledande gestalterna inom dansk teater och film.
Hertz scendebuterade 1957, och har spelat centrala roller som Nora i Ett dockhem, Hedvig i Vildanden och titelrollen i Fröken Julie. Hon har även medverkat i ett flertal filmer, bland annat gav hon en gripande framställning i titelrollen i Tine (1964) efter Herman Bangs roman, och regisserade dokumentärfilmen Tomas, et barn du ikke kan nå (1990). Åren 1984–1990 var hon rektor vid Statens Teaterskole. Hertz har också gett ut boken Sisifosbreve (1992).
Hon var sambo med skådespelaren Axel Strøbye 1962–1975 och är mor till skådespelaren Steen Stig Lommer, som hon 1960 fick med skådespelaren Stig Lommer.

## Filmografi (urval)
- 1962 – Den kära familjen
- 1964 – Tine
- 1964 – Värdshuset Vita Hästen
- 1967 – Ryck mej i svansen, älskling!
- 1969 – Mej och dej
- 1970 – Husarernas mandomsprov
- 1972 – Takt och ton i himmelsängen
- 1974 – Storskojaren
- 2004 – Krönikan

## Utmärkelser
- Teaterpokalen,  1965[3]
- Bodilpriset för bästa kvinnliga huvudroll, för Tine,  1965[4]
- Henkelpriset,  1967[5]
- Bodilpriset för bästa kvinnliga huvudroll, för Utro,  1967[6]
- Riddare av Dannebrogorden,  11 maj 2007[7]

[Redigera Wikidata]